# Гаянгос-и-Арсе, Паскуаль
Паскуа́ль де Гая́нгос и Арсе́ (исп. Pascual de Gayangos y Arce, 21 июня 1809, Севилья — 4 октября 1897, Лондон) — испанский историк, арабист и библиограф. Под его редакцией издана значительная часть книжной серии Memorial Histórico Español и множество источников по истории средневековой Испании.

## Жизнь

### Семья и образование
Родился в Севилье в семействе потомственных военных. Отец — бригадир Хосе де Гаянгос, прежде — интендант Сакатекаса, в Новой Испании. Мать — Франсиска де Арсе и Рец, француженка. Начал обучение в Мадриде в Escuelas Pías, окончил Королевский колледж Сан-Исидро. В период увлечения короля Фердинанда VII либерализмом, в 1822 г. получил возможность обучаться за границей, поступив в коллеж в Блуа, откуда была родом его мать. Избрав своим занятием арабскую филологию, поступил в парижскую L'École spéciale des langues orientales vivantes под руководство Сильвестра де Саси. В Париже он познакомился и с будущей женой — англичанкой Фрэнсис Ревелл. Брак был заключен в Лондоне в 1828 г.

### Жизнь в Испании. 1829—1837 гг.
В 1829 г. вернулся в Испанию, сначала работал в финансовом управлении Малаги. Между 1833 и 1837 гг. служил в переводческом управлении Министерства иностранных дел. Одновременно занимал должность в Национальной библиотеке, где занимался разбором нумизматической коллекции, поступившей из королевских дворцов. Он также занимался каталогизацией коллекции восточных рукописей в Эскориале, и в 1836 г. занял кафедру арабского языка в Мадридском Атенеуме. В связи с этим добился выезда в Париж и Лондон с целью усовершенствования в арабском языке. В 1837 г. отправился в Лондон, где оставался до 1843 г.

### Жизнь в Великобритании. 1837—1843 гг.
В Лондоне Гаянгос был допущен в круг лорда и леди Холланд (туда в разное время входили Байрон, Маколей, В. Скотт, Диккенс и Дизраэли). В Лондоне он познакомился с американским испанистом Джорджем Тикнором (1791—1871), связанным тесными дружескими узами с ослепшим историком Уильямом Прескоттом. В Лондоне Гаянгос сотрудничал с учёными и просветительскими кругами, особенно с Society for the Diffusion of Useful Knowledge, а также писал статьи для «Атенеума» и The Penny Cyclopaedia for the Difussion of Useful Knowledge and The Biographical Dictionary. Он не оставил и занятий филологией, был принят в состав переводческой комиссии Королевского Азиатского общества, по заказу которого перевёл жизнеописание андалусского энциклопедиста XIV в. Ибн-аль-Хатиба. Биография входила в состав сочинения алжирского историка аль-Маккари (1591—1632), и его перевод стал главным трудом Гаянгоса как арабиста. Перевод был озаглавлен «История магометанских династий Испании» (англ. History of the Mohammedan Dynasties in Spain, исп. Nafh al-tīb o Historia de las Dinastías Musulmanas en España; 2 тт. 1840—1843). Работа была встречена уничтожающей критикой нидерландского арабиста Дози, обнаружившего ряд второстепенных неточностей в тексте. Гаянгос также оказал огромное содействие в написании «Истории завоевания Мексики» Прескотта.

### Профессор. 1843—1871 гг.
В 1843 г. Гаянгос вернулся в Мадрид, чтобы занять должность профессора арабского языка и литературы Университета Мадрида, которую занимал до 1871 г., воспитав целое поколение испанских арабистов. В 1844 г. избран членом Королевской исторической академии. В должности академика между 1850—1857 гг. организовал ряд археографических экспедиций по Испании, с целью спасения архивов закрываемых монастырей. Эти фонды стали основой Национального исторического архива, созданного в 1866 г. при живейшем участии Гаянгоса.

### Поздние годы
Поскольку Гаянгос был женат на англичанке, он был тесно связан с Великобританией, и с момента выхода в отставку в 1871 году жил на два дома, переезжая из Мадрида в Лондон и обратно. Работая в библиотеке Британского музея, в 1875—1893 годах опубликовал сводный каталог испанских рукописей в фондах Британского музея (Catálogo de los manuscritos españoles conservados en el Museo Británico). В эти же годы подготовил исследование дипломатических отношений Англии и Испании на рубеже XV—XVI веков.
В 1881 году после прихода к власти Сагасты, Гаянгос был назначен Генеральным директором народного просвещения, после ухода в отставку с этого поста был избран сенатором. В верхней палате парламента пробыл пять сроков: один раз избирался от провинции Уэльва, и четырежды назначался от Исторической Академии. Скончался в Лондоне.

## Научное наследие
Гаянгос был чрезвычайно плодовитым автором, его перу принадлежало множество разнообразных трудов по арабистике, испанской литературе, а также обзоров и каталогов, не считая научной редактуры староиспанских текстов. В его наследии можно выделить следующие магистральные линии:
- Арабистика. Помимо «Истории магометанских династий» опубликовал исследование хроники Ар-Рази (887—955), актуальное и по сей день.
- История испанской литературы. Вместе с Энрике де Ведиа в 1851—1857 гг. перевёл на испанский язык трёхтомную «Историю испанской литературы» Тикнора (1849), добавив множество оригинальных материалов и составив библиографии, позднее переведённые Тикнором и включаемые в последующие англоязычные издания его труда. Гаянгос считался крупнейшим знатоком рыцарских романов своего времени. Его исследование на эту тему было опубликовано в качестве предисловия к романам об Амадисе Гальском, изданным в книжной серии «Испанские авторы» Мануэля Риваденейры. Оно описывало все рыцарские романы, вышедшие в Испании и Португалии до 1800 г.
- Археография. Важнейшее его достижение — публикация Catálogo de los manuscritos españoles en el Museo Británico y el Calendario de cartas, despachos y asuntos de Estado relativos a las negociaciones entre España e Inglaterra (Каталога испанских рукописей, а также карт и дипломатических документов Испании в коллекции Британского музея).